# Albrecht Türrschmiedt
Albrecht Constantin Türrschmiedt, auch Türrschmidt geschrieben, (* 16. Mai 1821 in Berlin; † 14. Oktober 1871 ebenda) war ein deutscher Keramik-Fachmann, Ziegelei-Unternehmer und Fachautor. Bekannt wurde er insbesondere durch seine Studien und Vorarbeiten zur Anwendung des Werkstoffs Beton für den Häuserbau.

## Leben

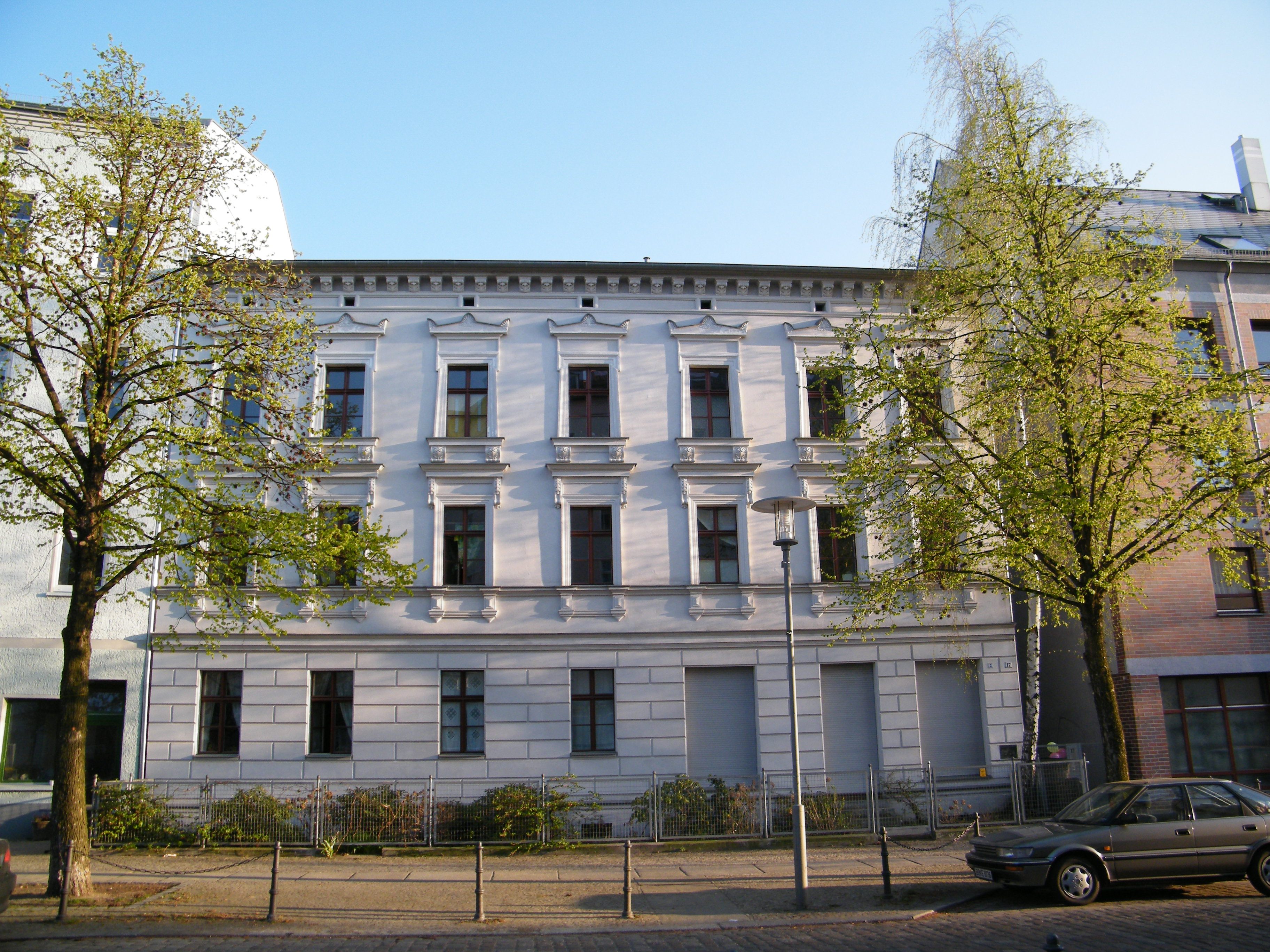
Betonhaus an der nach Türrschmiedt benannten Türrschmidtstraße in der Berliner Victoriastadt

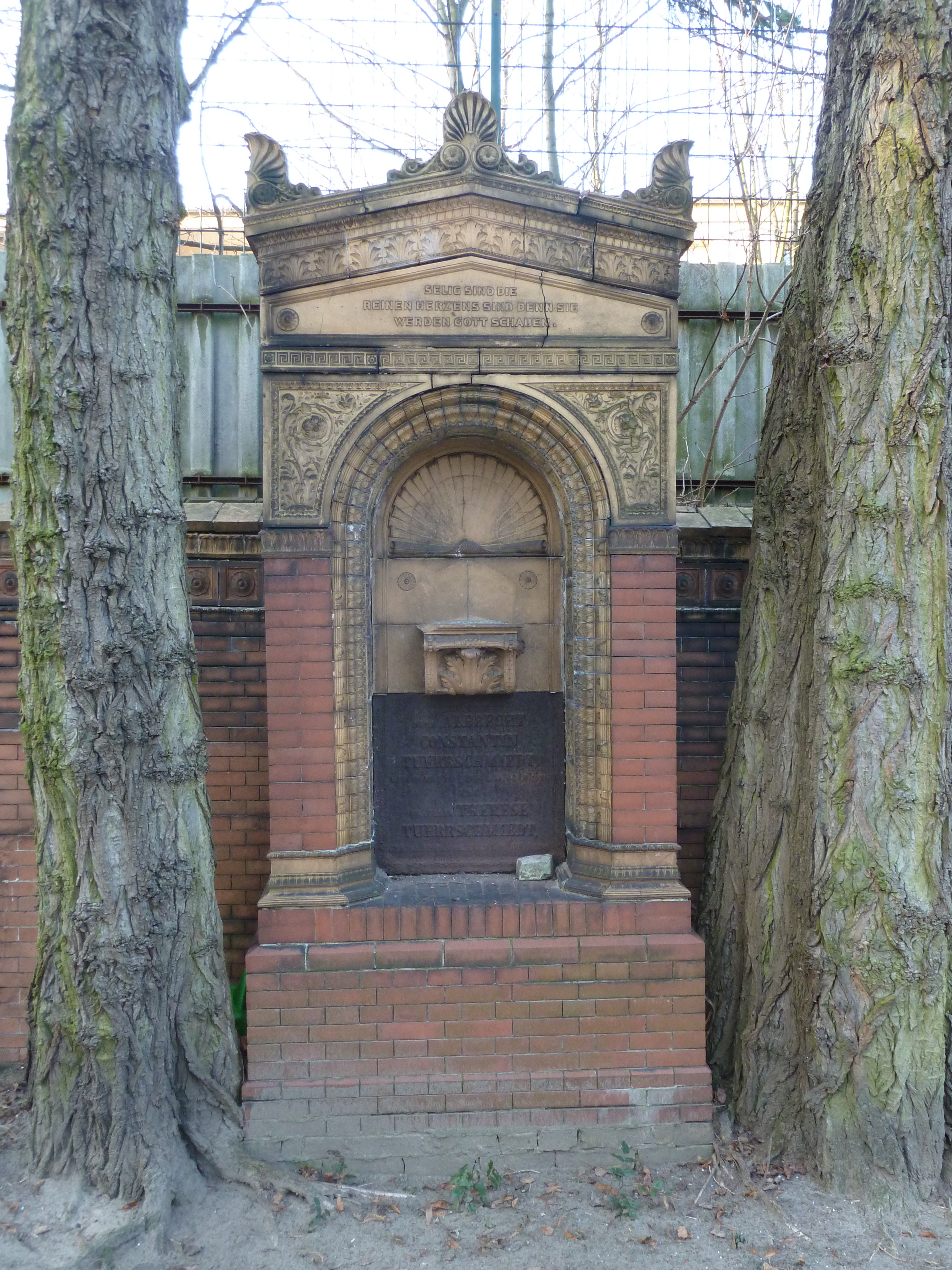
Grab von Türrschmiedt auf dem Friedhof der Domgemeinde an der Müllerstraße in Berlin-Wedding

Türrschmiedt entstammt einer Musikerfamilie. Sein Vater Carl Nikolaus Türrschmiedt (oder Türrschmidt) (1776–1862) war Hornist und Musiklehrer, seine Mutter Auguste geb. Braun (1800–1866) war Konzertsängerin und Gesangslehrerin.
Türrschmiedt studierte zunächst Naturwissenschaften, wechselte dann jedoch aus gesundheitlichen Überlegungen zu Ausbildung und praktischer Tätigkeit im Töpfer- und Ziegeleihandwerk. Er arbeitete in einer Ziegelei in Hermsdorf bei Berlin und leitete mehrere Jahre die Ziegelei seines Schwagers Gustav Robert-Tornow auf dessen Gut in Ruhnow in Hinterpommern. Zeitweise betrieb er in Neustadt-Eberswalde eine Ziegelei; dieses Unternehmen scheiterte jedoch nach einiger Zeit. Er zog nach Berlin und wirkte dort als Gelehrter. Türrschmiedt veröffentlichte eine Reihe von Artikeln und Broschüren über die Ziegel- und Tonwarenfabrikation.
Im Jahr 1865 gründete er zusammen mit Friedrich Eduard Hoffmann den Deutschen Verein für Fabrikation von Ziegeln, Thonwaren, Kalk und Cement und arbeitete als dessen Sekretär und Redakteur des Vereinsblattes. Später gründete er – ebenfalls zusammen mit Hoffmann – die Deutsche Töpfer- und Ziegler-Zeitung, die er bis zu seinem Tod leitete.
Um 1870 befasste er sich intensiv mit der Verwendung von Zement. Insbesondere untersuchte er Erfahrungen mit dem Hausbau aus „Zementkonkret“ (Beton) in England. Die Berliner Cementbau-AG baute in den 1870er Jahren auf der Grundlage der Vorarbeiten von Türrschmiedt die ersten Betonhäuser in Deutschland in der Berliner Victoriastadt.
Neuzeitliche Quellen sagen aus, Türrschmiedt wäre als Ingenieur und Bauleiter direkt für die Berliner Cementbau-AG tätig gewesen. Jedoch starb Türrschmiedt bereits am 14. Oktober 1871 plötzlich an einer Mandelentzündung, die Berliner Cementbau-AG wurde jedoch erst 1872 gegründet. Auch zeitgenössische Nachrufe auf Türrschmiedt wissen nichts von einer Bauleitertätigkeit.
Türrschmiedt blieb unverheiratet; sein engster familiärer Kontakt war die Familie seiner Schwester, mit der er im Haus Pariser Platz 6a in der Berliner Dorotheenstadt zusammenlebte. Sein Neffe war der Bibliothekar und Übersetzer Walter Robert-Tornow.
Die Türrschmidtstraße in der Berliner Victoriastadt wurde 1873 nach Türrschmiedt benannt.

## Musikalisches Schaffen
Als Sohn einer Musikerfamilie erhielt Türrschmiedt schon früh Musikunterricht, zunächst bei seinem Vater, später bei Neugebauer. Er machte die Musik jedoch nicht zu seinem Hauptberuf, sondern blieb nach damaliger Bezeichnung „Dilettant“, der die Musik nur aus Liebhaberei betrieb. Er veröffentlichte zwei Liedersammlungen, die 1858 und 1859 erschienen. Türrschmiedt war bis zu seinem Tod Mitglied der Sing-Akademie zu Berlin.